# Nutrigenetika
Nutrigenetika, nebo nutriční genetika je vědecký obor, který zkoumá závislost účinku jednotlivých složek nebo druhů diety na  variantách (polymorfismech) genů jedince. Jedná se tedy o sloučení věd o výživě a genetiky. Klasickým příkladem nutrigenetické interakce je fenylketonurie, kdy nositelé mutovaného genu fenylalaninhydroxylázy (PAH) nemohou přeměňovat fenylalanin na tyrosin. Při minimalizaci přívodu fenylalaninu stravou (tedy dietním zásahem) lze jinak závažným příznakům fenylketonurie prakticky zcela předejít. Konečným cílem nutrigenetiky je optimalizace výběru kvality i kvantity stravy, přizpůsobené individuálně každému pacientovi podle jeho genetických vloh. 